# Белк (Свентокшиське воєводство)
Белк (пол. Bełk) — село в Польщі, у гміні Імельно Єнджейовського повіту Свентокшиського воєводства.
Населення — 254 особи (2011).
У 1975-1998 роках село належало до Келецького воєводства.

## Демографія
Демографічна структура на день 31 березня 2011 року:
|          | Загалом | Допрацездатний вік | Працездатний вік | Постпрацездатний вік |
| -------- | ------- | ------------------ | ---------------- | -------------------- |
| Чоловіки | 131     | 28                 | 88               | 15                   |
| Жінки    | 123     | 30                 | 62               | 31                   |
| Разом    | 254     | 58                 | 150              | 46                   |